# 권운

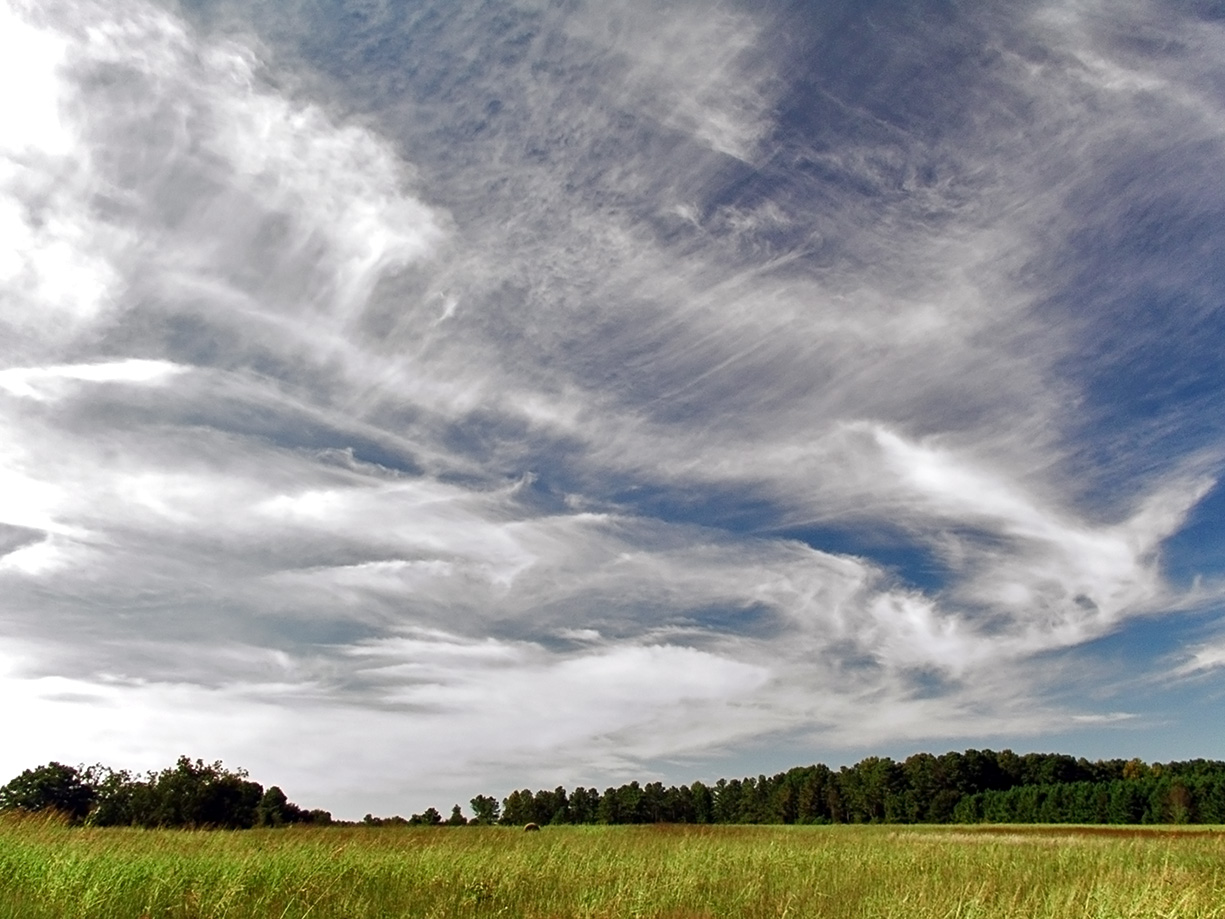
권운으로 가득 채워진 금문교

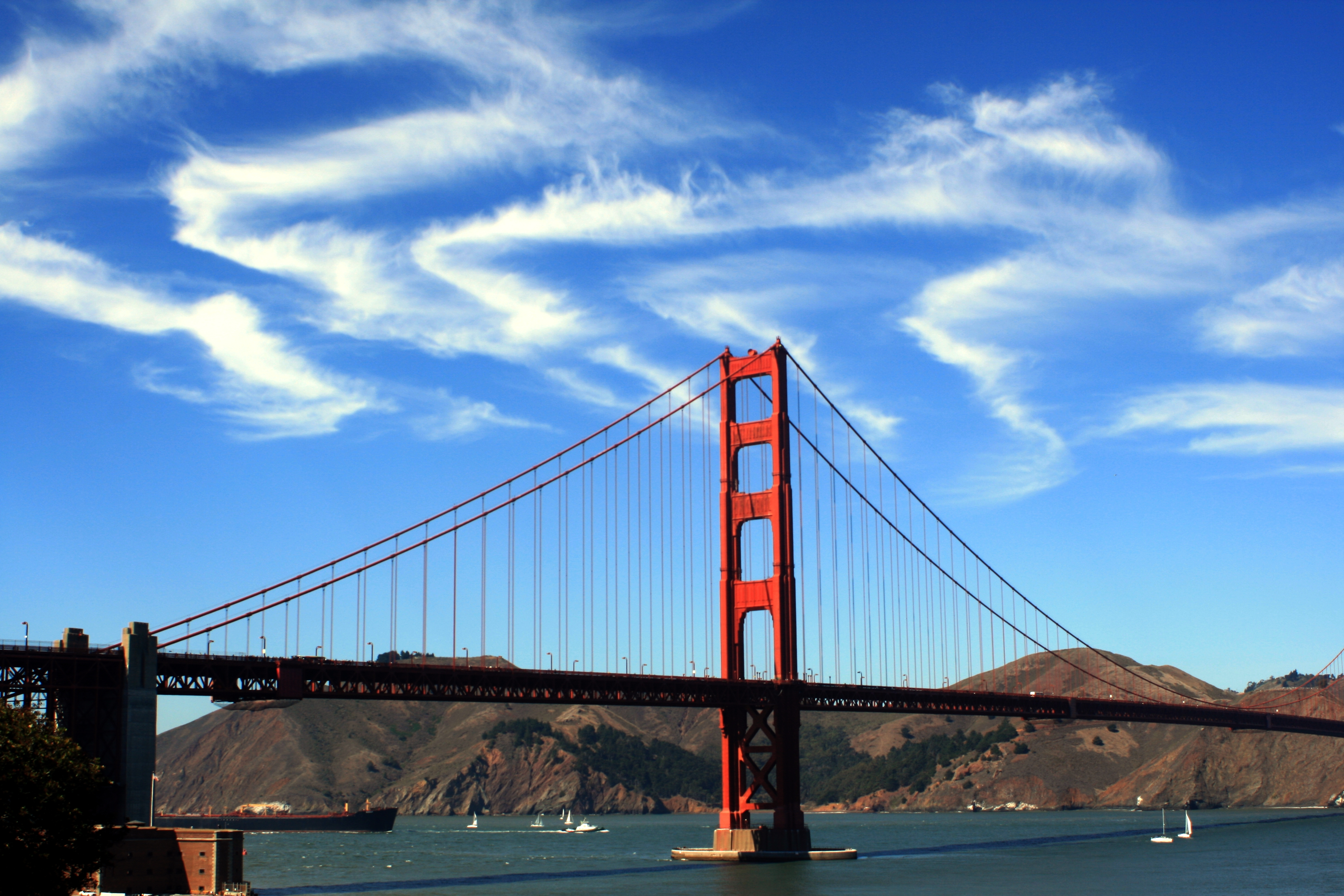
금문교 상공에 있는 권운

권운(卷雲)은 상층운으로 털구름 또는 새털구름이라고도 한다.
매우 작은 얼음의 결정인 빙정으로 되어 있으며, 희고 작은 선이 덩어리로 되어 있다. 대략 5 ~ 13km의 높이에서 희고 가는 선, 흰 조각, 좁은 띠 모양으로 여기저기 떨어져서 나타난다. 구름을 이루고 있는 빙정 가운데 작은은 매우 빠른 속력으로 떨어지므로, 권운의 각 부분은 간혹 아래로 처진 꼬리를 갖는다. 이 섬유 조직의 꼬리는 높이에 따른 풍속의 변화와 빙정 크기의 변화에 따라, 때때로 기울어지거나 규칙하게 구부러져서 나타난다.